# The Rights Forum
The Rights Forum (TRF) is een Nederlandse mensenrechtenorganisatie die opkomt voor de rechten van de Palestijnen in het kader van het Israëlisch-Palestijns conflict en fungeert als kenniscentrum op dit gebied. De organisatie zet zich in voor de realisatie van het zelfbeschikkingsrecht van het Palestijnse volk, beëindiging van de Israëlische bezetting van de Palestijnse gebieden en een einde aan de onderdrukking van de Palestijnen door Israël. In samenwerking met andere organisaties organiseert The Rights Forum petities in het kader van het Israëlisch-Palestijnse conflict, worden juridische middelen ingezet en wordt gelobbyd in de politiek.

## Ontstaan
The Rights Forum werd opgericht op 10 december 2009, de internationale Dag van de mensenrechten. Het initiatief hiertoe kwam van CDA-politicus en oud-premier Dries van Agt. De organisatie werd vanaf de oprichting gesteund door een aantal prominente oud-politici, onder wie de oud-ministers van Buitenlandse Zaken Hans van den Broek en Hans van Mierlo en ex-minister van Economische Zaken Laurens Jan Brinkhorst. Andere supporters waren de wetenschappers en internationaal-rechtsdeskundigen Liesbeth Zegveld, haar man André Nollkaemper en Nico Schrijver. Ook de toenmalige voorzitter van de HBO-raad, Doekle Terpstra, sloot zich aan.

## Doelstellingen
The Rights Forum is een kenniscentrum ten behoeve van de belangen van de Palestijnen. TRF zegt zich in te willen zetten voor een rechtvaardig en duurzaam Nederlands en Europees beleid ten aanzien van de kwestie Palestina/Israël en het bereiken van vrede tussen Palestijnen en Israëliërs. Dit beleid moet zijn gebaseerd op respect voor het internationaal recht en de mensenrechten. De organisatie is kritisch over de volgens hen eenzijdige pro-Israël-houding van het Westen, inclusief Nederland. TRF ziet Nederland enerzijds als bakermat en thuisbasis van het internationaal recht en anderzijds als gedoger van de door Israël gepleegde schendingen van dat recht.

## Organisatie
The Rights Forum bestaat voor een belangrijk deel uit oud-bestuurders en specialisten op het gebied van rechten.

### Bestuur en adviseurs
Anno 2025 bestaat het bestuur van The Rights Forum uit vier personen, bijgestaan door een Raad van Advies. Oud-diplomate Berber van der Woude is voorzitter en secretaris van het bestuur. Directeur van de stichting is Gerard Jonkman.
Tot de 19-koppige Raad van Advies behoren onder anderen oud-rechter bij het Internationaal Gerechtshof en Speciaal Rapporteur voor de Palestijnse gebieden in de VN-Mensenrechtenraad John Dugard, oud-rechter ad hoc bij het Europees Hof voor de Rechten van de Mens en bestuurder van Amnesty International Nederland Egbert Myjer, winnaar van de Vredes-Nobelprijs Mairead Maguire en Zegveld.

### Acties

#### Fact-finding missie Palestina 2011
Van 27 februari tot 3 maart 2011 bezocht de toenmalige voorzitter Dries van Agt op uitnodiging van Sabeel, een Palestijnse christelijke organisatie op de Westelijke Jordaanoever. Hij was gevraagd om daar een voordracht te houden. In zijn gezelschap was de toenmalige directeur Martin Siepermann. Daar hadden zij onder meer een ontmoeting met premier Salam Fayyad van de Palestijnse Autoriteit.
Van 3 tot 7 oktober 2011 volgde een bezoek aan de Gazastrook waarbij de organisatie aangaf fact-finding als doel te hebben. Deze missie bestond uit een grotere delegatie, die mede bestond uit oud-ministers van de Raad van Advies van TRF en de hoogleraren Marcel Brus en Liesbeth Zegveld. De missie werd gefaciliteerd door de VN-organisaties UNRWA en OCHA en de Palestijnse mensenrechtenorganisatie Al Mezan. Er werd gesproken met vertegenwoordigers van diverse VN-organisaties, mensenrechten- en ontwikkelingsorganisaties, academici en de private sector. Ook werden er in Gaza politieke gesprekken gevoerd met Hamas leider Ismail Haniyeh, en werd de delegatie in het al-Shifa ziekenhuis ontvangen door Basem Naim, minister van Gezondheid. In Egypte vonden gesprekken plaats met onder meer de Secretaris-Generaal van de Arabische Liga, Nabil Elaraby en diens voorganger en presidentskandidaat Amr Moussa. Hoofdthema was de blokkade van Gaza door Israël.

## Nobelprijs
In 2025 lanceerde The Rights Forum een petitie waarin zij steun vroeg voor haar initiatief om Dr. Hussam Abu Safiya, een Palestijnse arts die sinds december 2024 in een Israëlische gevangenis is opgesloten op beschuldiging van lidmaatschap van Hamas, te nomineren voor de Nobelprijs voor de Vrede. 